# Anna Girò
Anna Girò, también conocida como Anna Giraud «La Mantovana», fue el nombre artístico de Anna Maddalena Teseire (nacida c. 1710 o 1711), fue una contralto italiana, conocida por sus colaboraciones con el compositor Antonio Vivaldi, que escribió varios papeles operísticos para ella.

## Vida y carrera

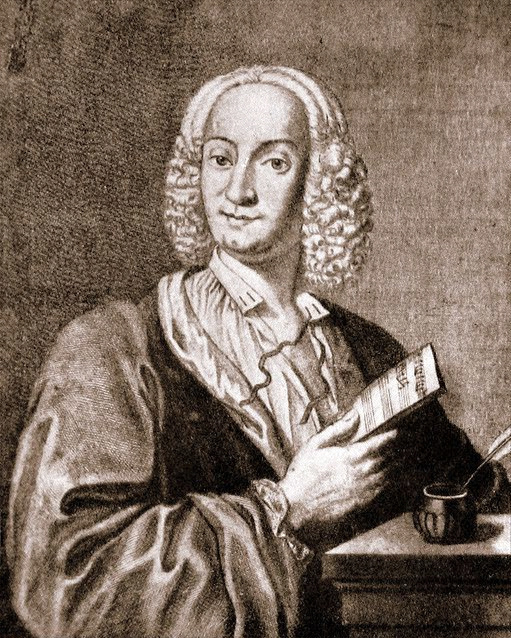
Antonio Vivaldi (grabado de François Morellon de La Cave, de la edición del Op. 8 de las obras de Vivaldi de Michel-Charles Le Cène).

Girò nació en Mantua, hija de un barbero y fabricante de pelucas francés. Comenzó a estudiar con Antonio Vivaldi alrededor de 1720. Hizo su debut en Treviso en el otoño de 1723, y en 1724 debutó en el escenario de Venecia, con la obra Laodice de Tomaso Albinoni. 
Sus colaboraciones con Vivaldi comenzaron con la ópera Dorilla en Tempe en 1726. Anna, junto con su hermanastra mayor Paolina, pasaron a formar parte de la comitiva de Vivaldi y lo acompañaron regularmente en sus muchos viajes. 
Tanto los contemporáneos de Vivaldi, que era sacerdote católico como varios estudiosos modernos han especulado sobre la naturaleza de la relación entre Vivaldi y Girò, pero no hay ninguna evidencia que indique que había algo más allá de la amistad y la colaboración profesional. Aunque Vivaldi fue cuestionado por su relación con Anna Girò, negó rotundamente cualquier relación romántica en una carta a su patrón Bentivoglio, fechada el 16 de noviembre de 1737, e insistió en que su relación era puramente artística.
Girò fue prima donna en decenas de actuaciones a través de su carrera. Continuó su exitosa carrera artística hasta 1748, cuando, después de cantar durante el carnaval en Piacenza, se casó con el conde Antonio María Zanardi Landi, viudo, y se retiró de la escena.